# Volker Mattern
Volker Mattern (* 3. August 1956 in Saarbrücken) ist ein deutscher Intendant, Dramaturg und Autor.

## Leben
Mattern studierte an der Universität Saarbrücken und Heidelberg Musikwissenschaft, Philosophie, Soziologie und Kunstgeschichte sowie Trompete. Er war Stipendiat der Deutschen Mozart-Gesellschaft und des Richard-Wagner-Verbandes. Während des Studiums sammelte er erste Theatererfahrungen als Dramaturgie- und Regieassistent am Nationaltheater Mannheim. Er arbeitete dort unter anderem für Harry Kupfer, Peter Ebert und Eberhard Streul. Des Weiteren war er für die Staatliche Hochschule für Musik Heidelberg-Mannheim, als Autor für Pipers Enzyklopädie des Musiktheaters und für das SDR-Studio Heidelberg tätig. Er forschte im Rahmen eines Projekts der Universität Heidelberg zu Daniel Francois Esprit Auber in Paris.
Nach seiner Promotion bei Ludwig Finscher arbeitete Mattern von 1985 bis 1987 als Operndramaturg am Landestheater Detmold und in der Spielzeit 1987/88 am Oldenburgischen Staatstheater, wo er auch die Funktion des Operndirektors wahrnahm. Es schloss sich von 1988 bis 1996 eine Tätigkeit als Intendant des Philharmonischen Orchesters Südwestfalen – Landesorchester Nordrhein-Westfalen an. Daneben war er von 1994 bis 1996 zugleich Manager von Concerto Köln und übernahm 1996 bis 1998 auch die Geschäftsführung dieses   Ensembles. Unter seiner Ägide entwickelte sich die Mitwirkung bei Opernproduktionen (unter anderem regelmäßig an der Staatsoper Unter den Linden Berlin, Salzburger Festspiele, Dresdner Musikfestspielen und Schwetzinger Festspiele) zu einem Tätigkeitsschwerpunkt dieses Orchesters.
Von 1998 bis 2000 übernahm Mattern die Leitung des Kulturressorts der Internationalen Kulturstiftung München und war in dieser Funktion 1999 und 2000 auch Künstlerischer Gesamtleiter des Festivals Toujours Mozart in Salzburg (Residenz) und Prag (Musikakademie). Von 2000 bis 2005 schloss sich eine Tätigkeit als Intendant des Philharmonischen Orchesters der Städte Solingen und Remscheid an. 2005 bis 2008 kehrte Mattern als Künstlerischer Direktor der Musikalischen Komödie (zweite Spielstätte der Oper Leipzig) ans Theater zurück.
Von 2008 bis 2014 leitete er das unternehmenseigene Theater- und Konzerthaus der Bayer AG in Leverkusen. Er war damit Nachfolger von Nikolas Kerkenrath und der sechste Leiter der seit 1907 bestehenden Kulturabteilung. Unter seiner Leitung machte das – zuvor als reiner Gastspielbetrieb ausgelegte – Haus  durch  Eigen- und Koproduktionen, darunter etliche Uraufführungen und Opernausgrabungen, auf sich aufmerksam. Die von Mattern initiierte Reihe „Opern aus den Archiven der Welt“ widmete sich Werken aus dem 18. Jahrhundert, die in Zusammenarbeit mit dem WDR und Sony jeweils als Weltersteinspielungen gesendet beziehungsweise als CD veröffentlicht wurden (darunter Josef Mysliveček: Medonte, Pasquale Anfossi: La finta giardiniera, Christoph Willibald Gluck: La clemenza di Tito). Er band außerdem das Ensemble L’arte del mondo an das Haus und kooperierte im Rahmen eines BErlin-Projekts der Bayer AG mit der Deutschen Oper Berlin, der Hochschule für Schauspielkunst „Ernst Busch“ Berlin und Martin Gropius Bau. Mattern war jedoch nicht unumstritten. Entstanden unter seiner Leitung doch einige unpopuläre Entscheidungen, so die Umbenennung des Erholungshauses in Bayer-Kulturhaus, die Ausrichtung der Kulturarbeit in Richtung Berlin und die Verbannung des Karnevals aus dem Kulturhaus. Ende 2014 verkündete er unerwartet seinen Rücktritt und bat in Versetzung in den Vorruhestand. Er schied am 31. Dezember aus dem Amt. Seine Nachfolge übernahm Thomas Helfrich.
Ehrenamtlich engagierte er sich als Vorstandsmitglied der Bergischen Gesellschaft für Neue Musik Wuppertal und als Mitglied der Tarifkommission des Deutschen Bühnenvereins.

## Lehraufträge
Mattern hatte Lehraufträge für Operndramaturgie an der Nordwestdeutschen Musikakademie Detmold, der Carl von Ossietzky Universität Oldenburg, der Universität-Gesamthochschule Siegen sowie im neugegründeten Studiengang Musiktheaterwissenschaft der Universität Bayreuth. Kulturmanagement lehrte er von 2005 bis 2007 im Master-Studiengang Theater- und Orchestermanagement an der Hessischen Theaterakademie / Hochschule für Musik und Darstellende Kunst Frankfurt am Main und 2011 am Center for International Arts Management Köln.

## Publikationen
- Das Drama giocoso: la finta giardiniera; ein Vergleich der Vertonungen von Pasquale Anfossi und Wolfgang Amadeus Mozart. Laaber: Laaber Verlag 1989. ISBN 3-89007-111-2 (Dissertation)